# Луновець
Луновець (словен. Lunovec) — поселення в общині Ормож, Подравський регіон‎, Словенія.